# Ахияров, Камиль Шаехмурзинович
Камиль Шаехмурзинович Ахияров (род. 19 февраля 1930, Верхнеманчарово, Башкирская АССР) — советский и российский учёный-педагог, доктор педагогических наук (1974), профессор (1976), действительный член Международной академии гуманизации образования (1995), член-корреспондент Российской академии образования.
Автор более 600 научных и учебно-методических работ, часть из них издана за рубежом; научные исследования Ахиярова посвящены проблемам этнопедагогики, трудового и политехнического обучения школьников.

## Биография
Родился 19 февраля 1930 года в деревне Верхнеманчарово Бирского кантона Башкирской АССР, ныне Илишевского района Республики Башкортостан, в многодетной крестьянской семье, где росло шестеро детей. Его отец — Шаехмурза Ахияров работал председателем колхоза, был директором Яркеевской МТС; мать — Гульзифа Шакировна работала в колхозе.
В 1951 году с отличием окончил Башкирский государственный педагогический институт, после чего работал учителем и директором Челкаковской средней школы Бураевского района БАССР (1951—1963). После защиты кандидатской диссертации Ахияров был утвержден проректором по учебной и научной работе Бирского государственного педагогического института, затем с 1963 по 1989 год являлся ректором этого вуза. Здесь в 1974 году стал доктором педагогических наук, защитив диссертацию на тему «Трудовое воспитание в сельской общеобразовательной школе на современном этапе»; в 1976 году был избран профессором. С 1989 год работал заведующим кафедрой научных основ управления школой Башкирского государственного педагогического института, занимал эту должность до 2007 года. В настоящее время работает на кафедре педагогики этого вуза.
По инициативе Камиля Ахиярова был открыт первый в республике специализированный совет по защите кандидатских и докторских диссертаций по педагогике. Под его руководством подготовлено более 150 кандидатов и докторов наук. Многие годы он успешно возглавляет научную школу по методологии педагогических исследований, является участником разработки Концепции педагогического образования, одобренной Всесоюзным съездом работников народного образования.
Наряду с научно-педагогической, занимался общественной деятельностью — был председателем президиума Башкирского отделения Педагогического общества РФ, депутатом Верховного Совета Башкирской АССР 6-го созыва, избирался депутатом Бирского городского совета народных депутатов (1963—1989), в 1988 году был делегатом Всесоюзного съезда работников народного образования СССР.

## Заслуги
- Заслуженный учитель школы Башкирской АССР (1960), Заслуженный деятель науки Башкирской АССР (1980) и РСФСР (1982), Почетный работник высшего профессионального образования Российской Федерации (2001).
- Отличник просвещения СССР (1977), РСФСР (1974) и Республики Башкортостан (2000), Отличник высшей школы СССР.
- Лауреат премии Комсомола Башкирии (1985).
- Награждён орденами «Трудового красного Знамени» и «Знак Почета», медалями «За доблестный труд. В ознаменование 100-летия со дня рождения В. И. Ленина», ВДНХ СССР, а также медалями К. Д. Ушинского, Н. К. Крупской, А. С. Макаренко, В. А. Сухомлинского, М. А. Шолохова, Т. С. Мальцева.[4]
- В год своего 80-летия со дня рождения биография учёного была включена в Интернет-энциклопедию «Выдающиеся ученые России».[1]